# Dendrobium pseudopeloricum
Dendrobium pseudopeloricum är en orkidéart som beskrevs av Johannes Jacobus Smith. Dendrobium pseudopeloricum ingår i släktet Dendrobium, och familjen orkidéer. Inga underarter finns listade i Catalogue of Life.